# Přibram (Meteorit)
Koordinaten: 49° 40′ 0″ N, 14° 2′ 0″ O
Der Fall des Meteoriten Přibram ereignete sich am 7. April 1959 um 20:30:21 MEZ in der Nähe der mittelböhmischen Stadt Příbram in der damaligen Tschechoslowakei.
Vom ursprünglichen Meteoriten konnten vier Fragmente mit einer Gesamtmasse von ca. 5,5 Kilogramm geborgen werden. Přibram wurde als gewöhnlicher Chondrit (Typ H5) klassifiziert, eine verbreitete Gruppe von Steinmeteoriten. Er gilt als der erste Meteorit weltweit, der aufgrund simultaner fotografischer Aufzeichnungen mit Meteorkameras aufgefunden werden konnte.

## Meteoritenfall und Aufzeichnung
Die Leuchtspur des Meteors innerhalb der Atmosphäre begann in einer Höhe von rund 98 Kilometern. Im unteren Bereich der Flugbahn (in ca. 44–13 Kilometer Höhe) lösten sich von dem Boliden eine Reihe von Bruchstücken (insg. etwa 17 Stück).
Dem tschechischen Observatorium Ondřejov gelangen Aufzeichnungen des Falls mit mehreren, weiträumig auseinandergelegenen Kameras. Mit Hilfe dieser  Stereoaufzeichnung (durch Triangulation) konnte die Flugbahn von Přibram recht exakt rekonstruiert werden. Mit derselben Technik sucht auch das Europäische Feuerkugelnetz in Deutschland und anderen Staaten seit den siebziger Jahren den Nachthimmel nach hellen Meteoren (sog. Feuerkugeln) ab.

## Analyse der heliozentrischen Umlaufbahn
Der Meteorit Příbram war vor dem Sturz als Meteoroid auf die Erde ein Asteroid vom Typ „Erdnahes Objekt“ (NEO); nicht identisch mit dem Hauptgürtel-Asteroiden (9884) Příbram (alias 1994 TN3, kein NEO!).

Aus den Datenaufzeichnungen konnte die Umlaufbahn dieses Asteroiden (European-Network-Bezeichnung: EN070459) um die Sonne zurückberechnet werden. Erst 43 Jahre später sollte sich herausstellen, dass diese nahezu exakt mit der Bahn des Meteoroiden Neuschwanstein (EN060402) übereinstimmte, dessen Fall am 6. April 2002 in Bayern aufgezeichnet wurde. Es lag daher nahe, dass beide Meteoriten vom gleichen Mutterkörper stammen. Neuschwanstein ist jedoch ein sog. Enstatit-Chondrit (Typ EL6), eine äußerst seltene Gruppe von Steinmeteoriten. Přibram ist den Gewöhnlichen Chondriten (Typ H5) zuzuordnen. Ein Vergleich der kosmogenen Isotope der beiden Steine ergibt für Neuschwanstein ein Alter von 48 Millionen Jahre, für Přibram dagegen 12 Millionen Jahre. Ein gemeinsamer Mutterkörper müsste also heterogener Natur sein. Es könnte sich dann allenfalls um einen nur von der Gravitation zusammengehaltenen „Schutthaufen“ (engl. Rubble pile) handeln, welcher durch eine Kollision mit einem weiteren Himmelskörper zersprengt wurde.

## Funde und Namensgebung
Nach dem Fall konnten insgesamt vier Fragmente geborgen werden. Sie erhielten jeweils die Namen der Ortschaften, nahe denen sie gefunden wurden: Luhy (4250 Gramm), Velká (772 Gramm), Hojšín (428 Gramm) und Dražkov (105 Gramm). Jedoch entschied man sich dafür, dem Meteoritenfall den Namen „Příbram“ zu geben, benannt nach dem berechneten Fallort der hypothetischen Hauptmasse des Meteoriten.